# Benoît Lauzière
Pour les articles homonymes, voir Lauzière.
Benoît Lauzière est un administrateur québécois. Professeur de philosophie de formation, il a fait sa marque dans le domaine de l'éducation collégiale publique et privée. Il a été le 6e directeur du quotidien montréalais Le Devoir, un poste qu'il a occupé entre 3 juillet 1986 et 12 juin 1990.
Il a en outre été le directeur général du cégep de Maisonneuve au début des années 1980 et le premier directeur général laïque du Collège Jean-de-Brébeuf entre 1991 et 1996.
Son mandat a été marqué de plusieurs controverses, dont le congédiement en 1986 de la rédactrice en chef Lise Bissonnette, qui lui succédera d'ailleurs, à titre de directrice, en 1990.